# Chang Jiang (moto)

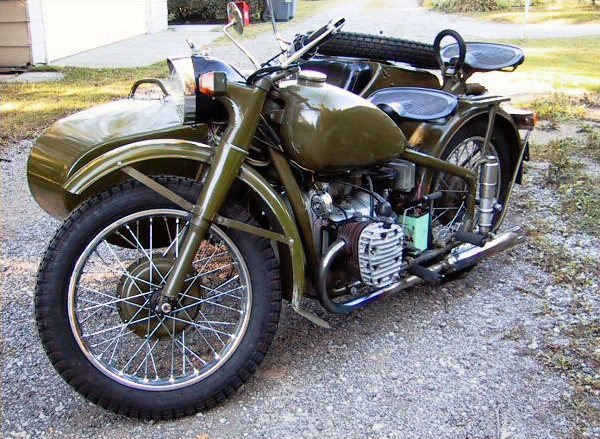
Chang Jiang CJ750 M1M

Chang Jiang ((ZH) ) è la trascrizione del nome di una ditta cinese di motocicli un tempo prodotti dalla China Nanchang Aircraft Manufacturing Corporation, del gruppo Hongdu Aviation Industry Group Ltd. (HAIG), adesso conosciuta come Luoyang Changjiang Motorcycle Technology Group Co., Ltd.. Prende il nome dal fiume Chang Jiang, meglio conosciuto come Yangtze.

## Storia
Nel 1938 i russi copiarono diverso materiale tecnico dalla Germania, tra cui quello della BMW R-71 che venne denominata M-71 e prodotta dalla Ural.
Verso la fine del 1950 (le date sono contrastanti, dai primi anni '50, al 1957 e ai primi anni '60), i dati tecnici della M-72, una modernizzazione della M-71, vennero passati alla Cina che ne inizió la produzione col nome di Chang Jiang 750, dotata di un motore Boxer e di trasmissione cardanica.
Nel 1960 la ditta Chang Jiang venne acquisita dallo stato e denominata "La fabbrica di macchinari Changjiang".
Alla fine del 1970 venne fusa col produttore di aeroplani Guo Ying Hongdu Ji Xie Chang.
Nel corso degli anni vennero prodotte moto con piccole modifiche dell'originale:
- M1: l'originale
- M1M: introduzione della retromarcia, passaggio da 6V a 12V e leggero aumento di potenza;
- M1S: avviamento elettrico e piccole ulteriori modifiche

Intorno al 1980 venne prodotto un motore OHV di 900cc che ebbe scarso successo..

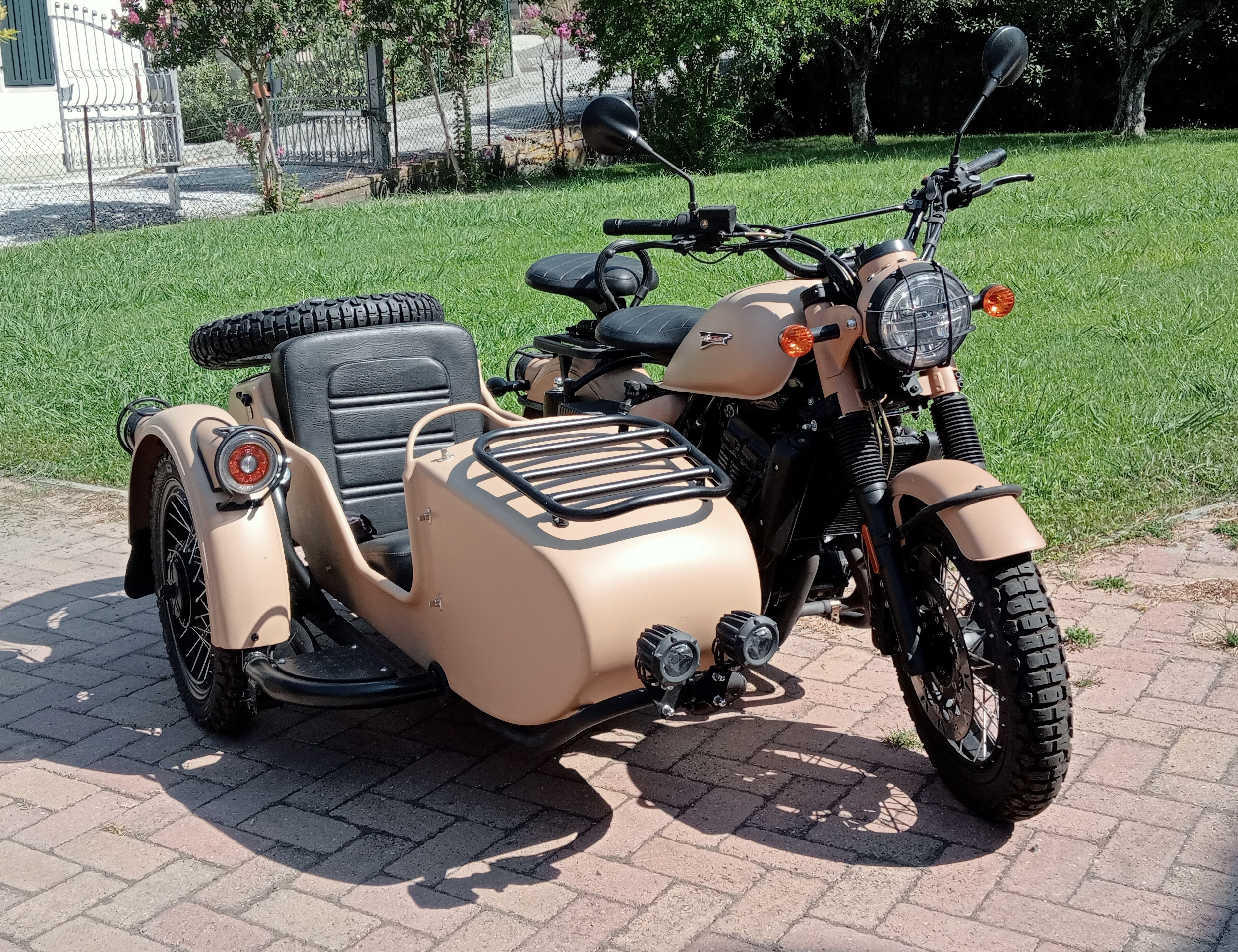
Chang Jiang Pekin Express anno 2022

Recentemente (data non rintracciata) la ditta inizia la produzione di mezzi moderni come motocicli, motocarri a tre ruote ed altro, tra cui moto con sidecar di cui due modelli, chiamati Pekin Express e Dynasty, dotati di motore bicilindrico di 650cc a quattro tempi con raffreddamento a liquido, vengono esportati anche in Europa dal 2019 circa e nel 2022 sono ancora in produzione. Nel 2023 è commercializzato un nuovo modello con cilindrata 750cc.

## Tecnica
Dati tecnici delle versioni Chang Jiang:
- M1
  - Motore: 746cc bicilindrico a valvole laterali
  - Compressione: 6/1
  - Potenza: 22 cv a 4500-4800 g/min
  - Impianto elettrico: 6V
  - Avviamento: a pedale
  - Marce: 4 senza retromarcia
  - Freni: a tamburo
  - Velocità massima: 90 km/h
  - Serbatoio: 24 litri
  - Consumo: 7l / 100km
  - Peso: 350kg
- M1M
  - Compressione: 7/1
  - Impianto elettrico: 12V
  - Marce: 4 più retromarcia
  - Potenza: 24 cv a 4500-4800 g/min
- M1S (Super)
  - Avviamento: elettrico e a pedale
  - Potenza: 32cv a 5000 g/min
- Chang Jiang Pekin Express e Dynasty
  - Motore: 650cc - quattro tempi - doppio albero a camme in testa
  - Potenza: 41 kw a 8000 g/min
  - Impianto elettrico: 12V
  - Avviamento: elettrico e a pedale
  - Marce: 4 più retromarcia
  - Freni: tre a disco (compreso il barchino) e freno di stazionameno
  - Velocità massima: 109 km/h
  - Serbatoio: 18 litri
  - Peso: 365kg